# Woodbridge (ort i Australien, Tasmanien)
Woodbridge är en ort i Australien. Den ligger i kommunen Kingborough och delstaten Tasmanien, i den sydöstra delen av landet, omkring 31 kilometer söder om delstatshuvudstaden Hobart.
Närmaste större samhälle är Blackmans Bay, omkring 18 kilometer norr om Woodbridge. 
I omgivningarna runt Woodbridge växer i huvudsak blandskog. Runt Woodbridge är det mycket glesbefolkat, med 5 invånare per kvadratkilometer. Genomsnittlig årsnederbörd är 920 millimeter. Den regnigaste månaden är juli, med i genomsnitt 114 mm nederbörd, och den torraste är februari, med 49 mm nederbörd.